# 謝爾本 (印第安納州)
謝爾本（英語：Shelburn）是一個位於美國印地安納州沙利文縣的城鎮。

## 人口
根據2010年美國人口普查的數據，謝爾本的面積為1.79平方千米，當中陸地面積為1.79平方千米，而水域面積為0.00平方千米。當地共有人口1252人，而人口密度為每平方千米699人。